# 埼玉県立川本高等学校
埼玉県立川本高等学校（さいたまけんりつ かわもとこうとうがっこう）は、埼玉県深谷市本田に所在した公立の高等学校。2010年に埼玉県立寄居高等学校と統廃合によって廃止された。

## 設置していた学科
- 普通科
  - 情報コース

## 事務
- 各種証明書の発行： 埼玉県立寄居城北高等学校事務室より

## 沿革
- 1978年（昭和53年） - 開校。
- 2007年（平成19年） - 最後の生徒募集。
- 2010年（平成22年） - 埼玉県立寄居高等学校と統合されて埼玉県立寄居城北高等学校となり（設置場所は寄居高校の現在地）、3月の卒業式をもって閉校した。
- 2011年（平成23年） - 埼玉県立深谷はばたき特別支援学校として開校。

## 交通
- 秩父鉄道秩父本線武川駅より徒歩20分